# Баджи, Стефан
Стефан Диарра Баджи (фр. Stéphane Diarra Badji; родился 29 мая 1990 года в Зигиншор, Сенегал) — сенегальский футболист, опорный полузащитник клуба «Эюпспор». Выступал за сборную Сенегала. Участник Олимпийских игр 2012 года в Лондоне.

## Клубная карьера

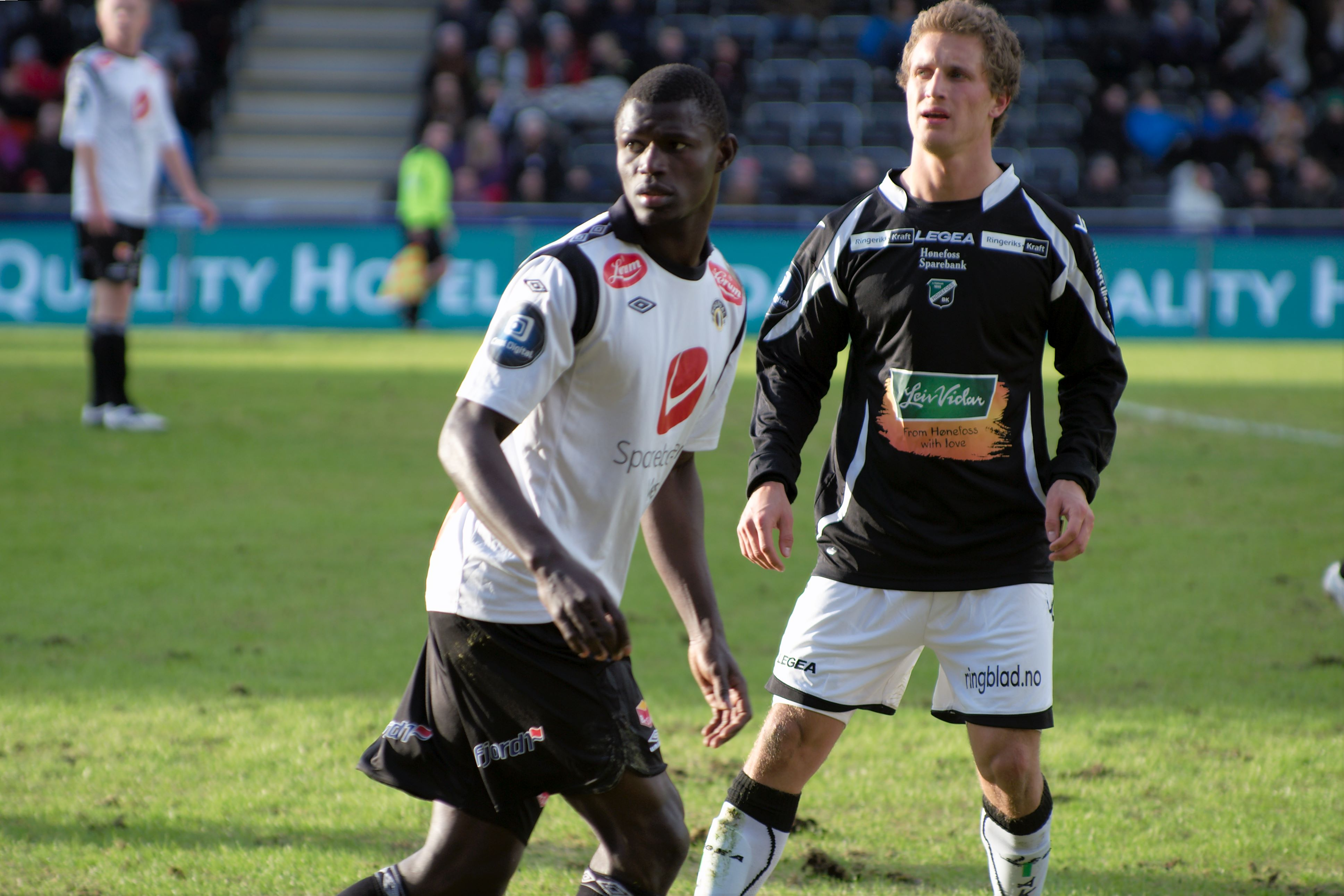
Баджи в составе «Согндала» (слева)

Баджи начал профессиональную карьеру на родине, выступая за команды «Ксам-Ксам» и «Каса Спортс». В 2011 году в составе последнего клуба он стал обладателем Кубка Сенегала. В начале 2012 года Стефан получил предложение от норвежского Согндала и принял его. 25 марта в матче против Одда он дебютировал в Типпелиге. По окончании сезона Баджи перешёл в «Бранн», подписав контракт на четыре года. 16 марта 2013 года в поединке против «Волеренги» он дебютировал за новую команду. В 2015 году Стефан принял предложение турецкого «Истанбул Башакшехир» и покинул Норвегию. 15 февраля в матче против «Трабзонспора» он дебютировал в турецкой Суперлиге.
В начале 2016 года Баджи за 2,5 млн евро перешёл в бельгийский «Андерлехт». 5 февраля в матче против «Мехелена» он дебютировал в Жюпиле лиге. В 2017 году он стал чемпионом Бельгии.

## Международная карьера
29 февраля 2012 года в товарищеском матче против сборной ЮАР Баджи дебютировал за сборную Сенегала.
В том же году Стефан принял участие в Олимпийских играх в Лондоне. Он принял участие во встречах против команд ОАЭ и Уругвая.
В 2015 году Баджи принял участие в Кубке Африке. На турнире в Экваториальной Гвинее он сыграл в против команд Ганы и Алжира.В поединке против южноафриканцев Кара забил гол.

## Достижения
«Каса Спортс»
- Обладатель Кубка Сенегала: 2011

«Андерлехт»
- Чемпион Бельгии: 2016/17